# Планёр специального назначения
ПСН (Планёр специального назначения) — управляемая планирующая торпеда, создававшаяся в СССР в 1930-х годах конструкторами С. Ф. Валком и В. В. Никитиным. Было произведено и испытано несколько экземпляров, но серийно не производилась.

## Разработка
Идею применения планирующих торпед против кораблей и морских баз в СССР предложил инженер С. Ф. Валк. Планёр с взрывчаткой или торпедами на подвеске должен был выводиться самолётом-носителем в район цели, после чего наводиться дистанционно по радио или инфракрасному лучу. Преимуществом концепции считались бесшумность планёра, что затрудняло его своевременное обнаружение противником, а также небольшой размер, что затрудняло работу ПВО.
С начала 1933 года работы велись в Научно-исследовательском морском институте связи (НИМИС ВМС РККА), в специально созданной для этой цели лаборатории № 22. Позже проектирование системы наведения было передано в отдельную лабораторию, занимавшуюся ИК-техникой, а лаборатория № 22 продолжила разработку собственно торпеды.
В качестве носителя был взят тяжёлый бомбардировщик ТБ-3. Планер, подвешенный на внешних пилонах, должен был отделиться от носителя на расстоянии 30-50 км до цели, спланировать, совершить пуск торпеды и сесть на воду.
В 1934 году были испытаны первые опытные образцы ПТ и оборудования. В 1935 году на заводе № 23 были построены первые четыре экземпляра. Лётные испытания проводились с начала июня до 10 августа 1936 года на авиабазе в Кречевицах. Первые ПСН-1 были пилотируемыми — дистанционное управление предполагалось на следующих версиях. Для оценки эффективности системы дистанционного наведения и влияния её на самолёт-носитель, на ТБ-3 смонтировали установку «Квант», состоявшую из трех инфракрасных прожекторов.
В 1937—1938 годах ВМС заказали небольшую серию беспилотных ПТ, но в марте 1938 года работы были прекращены, изготовленные экземпляры сданы на склады в 1940 году.
В конце 1938 года С. Ф. Валк создал «план-торпеду» ПСН-2 на поплавочном шасси, которая могла запускаться как с самолёта-носителя, так и буксироваться с воды.
В июле 1940 года провели буксировочные испытания на воде и в воздухе первого образца ПСН-2 постройки заводов № 23 и № 379, в том числе три буксировки по воде, 10 буксировок за МБР-2 с отрывом от воды и полёт на буксире на высоте 275 м.
По приказу от 19 июля 1940 года, все работы по план-торпедам прекратили. Госиспытаний ПСН-2 не проводилось.